# 변혁적 리더십

## 역사
급변하는 기업 환경의 변화 속에서 기업이 생존하기 위해선 구성원으로부터 조직에 대한 강한 일체감, 적극적 참여, 기대 이상의 성과를 달성할 수 있는 동기 유발을 자극할 수 있는 새로운 리더십이 요구되었다. 이에 따라 80년대 미국 기업들이 성공적인 리더들을 따라 하기 시작했다. 이러한 변화의 맥락 속에서 새로운 리더십의 새로운 패러다임을 만들어 내기 위해 1978년 James MacGregor Burns가 처음으로 변혁적 리더십을 이론적으로 제안하였고 1985년 Bernard M. Bass에 의해 진일보하였다.

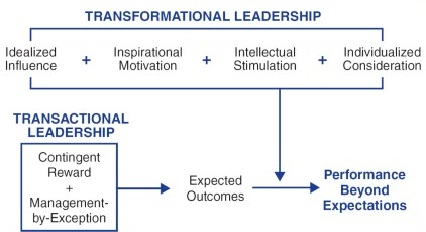
표2

앞서 말한 것과 같이 변혁적 리더십은 James MacGregor Burns에 의해 처음 제시되었다. 뛰어난 리더십 전문 학자였던 그는 그의 저서 “transformational leadership(2003)”에서 “리더와 구성원들은 서로가 더 높은 수준의 도덕성과 동기로 진보 하도록 해야 한다.”고 주장했다. 변혁적 리더들은 그들의 가치관과 특성을 통해 조직 구성원들이 그들의 공통된 대 목표를 향해갈 수 있도록 구성원들의 지각, 기대, 동기들을 변화하도록 장려할 수 있다. 전통적 접근들과는 다르게 이 리더십은 상호적 교환 관계에 기초하진 않고 변화를 만드는 리더들의 성격이나 기질, 능력에 기초한다.
변혁적 리더들은 구성원들에게 조직을 돕는 모범적인 사례로 이상적이다. Burns는 변혁적 리더십과 transactional leadership을 상호 배타적이라 이론화했다. 이는 변혁적 리더십이 상호 교환 관계에 기초하지 않는다는 전제에 부합한다. 후에 Bernard M. Bass는 Burns의 아이디어를 화장하여 현재의 Bass’ Transformational Leadership Theory를 고안했다. Bass의 이론에 따르면 변혁적 리더십은 구성원에게 미치는 효과에 기초에 정의 될 수 있다고 한다. 즉, Bass의 이론에서 변혁적 리더들은 그들의 리더적 자질로서 높은 수준의 신뢰와 존경을 구성원들에게서 이끌어 낼 수 있다.
이러한 변혁적 리더십과 거래적 리더십의 차이를 stephen covey는 본인의 저서 principle-cetered leadership(1992)에서 변혁적 리더십과 교환적 리더십의 특징을 비교했다. 위 표는 그 특징들을 보기 쉽게 모아 놓은 표로서 Burns가 본 변혁적 리더십과 교환적 리더십의 특징을 대략적으로 비교, 설명한다.
Bernard M. Bass는 Burns의 연구를 변혁적 리더십과 거래적 리더십을 기초한 심리적 메카니즘을 토대로 발전시켰다. Bass는 초기에 사용되었던 “transforming”이라는 단어를 “transformational”로 대체하였다. 또한 Bass는 초기 Burns의 개념을 토대로 변혁적 리더십이 어떻게 평가될 수 있고, 구성원의 동기와 성과에 영향을 미칠 수 있는지 설명하였다. 리더가 변혁적인지 아닌지는 구성원에게 미치는 영향으로 평가될 수 있다. 구성원들은 신뢰, 경탄, 충성과 존경을 그들의 리더에게 느끼고 이로 인해 처음 기대보다 더욱 열심히 일을 하게 된다. 이러한 결과들은 변혁적 리더들이 구성원들에게 단지 사리사욕만이 아닌 무언가 그 이상을 제공하기에 가능하다. 그들은 구성원들에게 고무적인 임무와 시야를 주고 그들의 자아를 찾도록 한다. 리더들은 그들의 영향력, 지적 자극 등으로 구성원들을 변화 시키고 고무 시킨다. 추가적으로, 리더는 현재의 상황을 타개하고 성공에 도움이 되는 환경으로 변화 시키는 새롭고 독특한 방법을 만들도록 조직 구성원을 고무 시킨다. 이러한 맥락에서 보면 Bass는 Burns와는 다르게 변혁적 리더십과 거래적 리더십이 동시에 존재할 수 있음을 제안한 것이다. 아래 표는 Bass이론을 시각화한 표이다.

## 정의
리더십이라는 용어는 경제, 정치, 사회 일반에 널리 퍼져 있을 정도로 일반화되어 있는데도 불구하고 정의를 규정할 수가 없다. 그래서 리더십의 개념은 여러 학자들에 의하여 리더의 개인적인 특성, 리더와 부하의 상호작용 형태, 리더의 행동, 특정 직위에서 부여된 권한, 역할 관계, 과업 목표에 대한 영향력, 조직 문화에 대한 영향력 등을 통하여 정의하였다. 1980년대 후부터 경제 및 조직 환경, 산업 구조의 급속한 변화와 국제화에 따른 무한 경쟁 등으로 기업과 조직은 발전하려면 여전히 외부 변화에 대응하여야 하는 상황이었다. 따라서 기존의 리더십 이론은 서명력이 떨어졌고 이런 리더십 이론보다는 더욱 적합할 것이라고 생각되는 변혁적 리더십이 탄생한 것이다. 변혁적 리더십은 House[1977]의 카리스마적 리더십 이론과 Conger & Kanugo[1987]의 카리스마적 리더십을 이론적 배경으로 형성된 것이다. 그 후 정치학자인 Burns에 의해 체계화 된 변혁적 리더십을 Bass는 기업과 조직에 활용하도록 발전시켰다. 그 뒤를 이어 Tichy & Urlich, Sergiovanni, Kouzes & Posner, Conger, Kark 등 많은 학자들의 관심을 받아 연구들이 이루어져 왔다.
Burns[1978]은 그의 저서 ‘Leadership’에서 정치적 지도자들의 리더십을 연구하는 과정에서 초점을 리더와 구성원 간의 관계에 맞춘 것이다. 권력의 행사라고 인식되는 기존의 리더십을 구성원의 수요와 욕구를 만족 시키는 과정이라고 생각을 바꾸기 시작한 것이다.
Burns[1978]은 Maslow의 욕구 계층 이론과 Kohlberg의 도덕적 발전 이론을 결합하여 변혁적 리더십의 동기 유발 수준과 도덕 수준을 형성하였고, 변혁적 리더십은 이런 도구 역할을 해야 한다고 제시하였다. 변혁적 리더는 부하들에게 높은 기대를 갖고 확신에 찬 행동을 보여주며 또한 개인적 배려를 통하여 그의 부하들 나아가서는 조직까지는 변화 시킬 수 있다고 한다.
Burns[1978]의 변혁적 리더십에 대한 연구 결과를 토대로 Bass[1985]는 변혁적 리더십을 거래적 리더십과 독립된 연속체가 아닌 단일 선상의 연속체로 설명하여 Burns의 연구 결과를 확장하였다. Bass의 변혁적 리더십 이론은 Burns의 이론에 기초하고 있으나 세 가지 측면에서 차이가 있다.
첫째, Burns는 리더와 구성원의 일체감을 강조하는 반면, Bass의 변혁적 리더는 구성원 욕구 필요의 포트폴리오를 확장하여 구성원을 변화 시킨다.
둘째, Burns는 공공의 선을 위해 구성원을 고양시키는 리더를 변혁적 리더로 본 반면, Bass는 타인을 위해 자신을 기꺼이 희생하는 도덕적 리더 뿐만 아니라 부도덕하고 야만적이라 할지라도 변혁적 리더에 포함 시킨다.
셋째, Burns는 변혁적 리더십과 거래적 리더십을 리더십 차원상 서로 반대되는 개념으로 본 반면, Bass는 동일한 차원에서 상호 배타적이지 않은 개념으로 보고 있다.
Bass[1985]는 House[1977]과 Burns[1978]의 선행 연구에 기초하여 연구를 진행하면서 3가지 방법으로 변혁적 리더는 부하를 변혁하고 동기 부여하여 높은 성과를 달성할 수 있다고 제시하였다.
첫째, 구성원에게 예상되는 결과의 중요성에 대한 인식을 고양시켜주고 둘째, 집단의 목표를 위해 구성원들이 개인적 이익을 초월하도록 유도하며 셋째, 구성원들의 욕구 수준을 변형 시킨다고 하였다.
Tichy & Urlich[1984]는 변혁적 리더는 구성원의 잠재력을 향상 시키고, 모범을 보이며, 개개인의 특성에 맞게 과업을 분담 시키고, 구성원들의 책임감을 높이며, 도전적인 일을 위임하고, 역할 수행에 모범을 보이며, 구성원들에게 필요한 정보를 제공하고, 지적인 자극을 제공하며, 보다 긍정적으로 사고하고 행동함으로써 발전 지향적인 태도를 갖고 있다고 하였다. 또한 조직 전체의 변혁을 주도하는 리더는 오로지 조직의 최고경영층이 아니라, 계층과 부서를 초월하여 누구나, 어느 부서에서든지 변혁의 주도자는 있을 수 있다고 주장하였다.
Sergiovanni[1990]는 변혁적 리더십은 개인의 역량과 잠재력을 개발하고 동기를 유발하는 리더십이라고 정의하며, 변혁적 리더십의 요인은 비전 설정, 목표 달성 지원, 질의 문화적 관리, 자유 재량권 허용 및 공동 가치 유지, 도덕적 가치 중시로 강조하였다. 또한 Sergiovanni[1990]는 변혁적 리더십은 학교의 성공을 위해 높은 동기 부여와 도덕성 함양을 유도하여 각 개인을 성장 시키고 있기 때문에 교육계에서 변혁적 리더십이 필수적이라고 했다. 또한 변혁적 리더십이 변화와 개선에 대한 교사들의 인식 및 교사들의 참여도를 높이는 데도 크게 영향을 준다고 주장하였다.
Kouzes & Posner[1995]는 변혁적 리더십은 추종자들의 행동을 고취 시키며, 문제해결을 위한 방법을 제시하고 긍정적 감정을 자극하는 리더십이라고 정의했다. Kouzes와 Posner는 리더를 대상으로 리더십에 대한 면담을 실시하여 ‘리더십모형’을 개발하였으며 이 모형을 통해 변혁적 리더의 행동에 대해 설명했다. 변혁적 리더는 모범이 되고, 공유된 비전을 위해 영감을 불어넣으며, 전진하도록 도전하며, 스스로 활동하게 하며, 마음을 움직인다고 정의하였다. 즉, 성공적인 리더의 현실에 도전, 비전을 제시하고 구성원들이 공유하도록 독려시킴으로써 구성원들이 솔선수범하고 비전을 실행에 옮기도록 격려하는 것으로 제시하였다.
Conger[1999]는 변혁적 리더십은 기존의 조직과 조직 문화를 변화 시켜 조직원들의 욕구와 자발적 창의성을 이끌어 나가는 리더십이라고 정의했다. 리더가 부하를 몰입 시키고 기대를 초월하는 성과를 달성하도록 동기를 부여하며, 이를 위해 목표 달성을 위한 성과의 중요한 성과 가치에 대한 인식 수준을 제고하고 집단의 이익과 적을 위해 개인의 사적 이익을 초월하도록 하며, 욕구 수준을 상승 시켜 상위 욕구를 중시하도록 하는 것으로 추가 설명을 하고 있다.
Kark[2003]는 부하들이 자신의 과업에 의미와 가치를 가지고 업무를 수행하도록 하는 리더십을 변혁적 리더십이라 하며, 변혁적 리더십은 리더가 미래를 바라보는 구성원들의 관점과 행동을 근본적으로 변화 시키게 끔 영향력을 미치는 과정을 함축하는 개념이라고 하고 있다.
Burns에서부터 Kark까지 여러 학자들이 변혁적 리더십에 대해 정의를 했고, 세부적으로는 정의한 것에 대해 어느 정도 차이가 존재한다. 하지만 전반적으로 공통된 부분에 있어서는 다음과 같다. 변혁적 리더십을 발휘하는 사람은 대부분 강한 일련의 내적 가치관과 목표를 가지고 있으며, 그들은 부하들이 그들 자신의 이익보다는 먼저 조직의 이익을 위해 행동하도록 만드는데 뛰어난 자질을 보인다. 따라서 이런 리더는 구성원들이 기대 이상의 성과를 수행할 수 있도록 역할 모델을 보이고, 매력적인 비전을 제시하고 구성원들은 더 높은 목표를 달성하기 위해 업무를 더욱 열심히 하도록 자극 받고 기운을 얻는다.

## 특징

### 변혁적 리더십과 다섯 가지 성격 특성과의 상관 관계
변혁적 리더십은 여러 성격적 특성과 그 상관 관계 아래에 있다. 대표적으로 다섯 가지 특성적 요소와 그 상관 관계가 있는데, 다섯 가지 요소는 다음과 같다.
1. 외향성
외향성은 일반적으로 변혁적 리더십에 전시 영감 특성으로 볼 수 있다.
2. 신경성
신경성은 일반적으로 개인, 그룹 설정 그들이 인해 낮은 자존감과 리더십의 책임에서 회피하는 경향에 변혁 리더십의 역할에 자신을 위치하기 어렵다. 정도로 쇠약하게 할 수 있다 생산성과 관련된 불안을 제공한다.
3. 경험에 대한 개방성
창조적인 표현과 감정적인 대응은. 경험에 대한 개방성의 일반적인 경향에 연결되어 있다. 비전 리더십을 제공할 수 있는 능력에 관련하여 이 특성은 변혁적 리더십의 구성 요소로 볼 수 있다.
4. 쾌적함
특히 변혁 적 리더십을 가리키지 않는 특성이 일반적으로 리더는 다른 사람과 개인 배려의 높은 수준에 대한 자연 우려에 따른 기분 좋은 성격을 가지고 있지만, 카리스마 와 이상화 영향은 쾌활함을 가지고 있다 변혁적 리더쉽의 고전적인 기능이다.
5. 양심
방향 및 작업에 대한 생산적인 작업의 많은 양을 넣을 수 있는 능력의 강한 감각의 부산물이다. 양심적인 지도자 의 특성이 더 같은 개인의 관리 기반 능력을 부여 리더십의 트랜잭션 형태로 연결되어 있다. 이러한 여러 성격 특성은 아래 표에서 보듯, Bono, J. E., & Judge, T. A. (2004) 의해 수집된 데이터로서 그 상관 관계가 있음이 발견되었다.

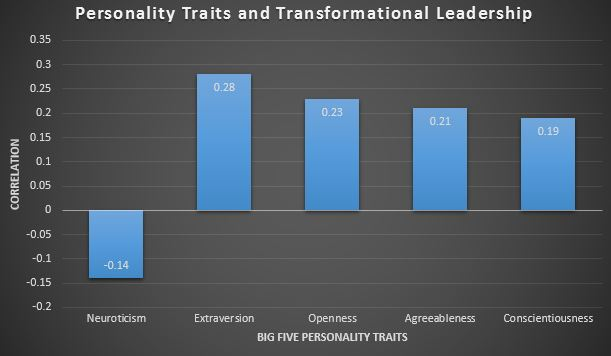
표3

### 변혁적 리더십의 특성
이러한 변혁적 리더십의 특성에 대하여 Bass & Avolio는 다섯 가지로 정의 내렸다.
- Idealized Influence(이상적 영향)
리더가 이상적이며 성취 가능한 비전과 미션을 또한 높은 수준의 기준과 능력을 지니고 있다고 부하들이 확신하고 있으며, 또한 리더의 자질과 행동의 측면에서 존경 받을 만하고 따라서 동일시하려는 성향을 보여줌
-Inspirational Motivation(영감적 동기부여)
리더는 모두가 공감할 수 있는 바람직한 목표를 부하들이 인식하고 이해할 수 있도록 상징, 메타포 및 정서적 어필(emotional
appeal)을 사용함
- Intellectual Stimulation(지적인 자극)
과거로부터의 단절 즉 구습으로부터의 탈피를 강조함. 따라서 리더는 부하들이 자신의 생각, 가치, 신념 등을 발전시키고 창의적으로 생각하고 행동하도록 격려함.
- Individualized Consideration(개별적 배려)
부하들의 관심사와 욕구 등에 관하여 개별적으로 그러나 공평하게 관심을 쏟음
- Cascading Effect(폭포 효과)
변혁적 리더십의 효과성은 단순히 결과물(성과)로만 측정 되는 것이 아니라 얼마나 부하들을 변혁적 리더로 육성하는가 에도 달려있음

### 변혁적 리더십 특징
변혁적 리더십의 특징에 대한 다른 정의로는 김민환 교수의 정의를 들 수 있다. 이는 총 6가지로 구분되는데 완전히 새로운 측면이라기보다 bass & avolio의 관점을 많이 참조한 것이다.
1.카리스마
구성원들에게 비전이나 사명감을 제시하며, 자긍심을 고취 시키는 리더십으로,리더는 그들로부터 존경과 신뢰를 받는 경향이 있다.
2.개인적 배려
리더가 구성원들에게 개별적인 관심을 보여주며, 그들을 독립적인 존재로 대우하고 지도하며 조언하는 리더십을 말한다.
3.지적 자극
리더가 구성원들의 이해력과 창의적 사고를 자극하며, 자신을 개발토록 하고, 새로운 신념이나 가치관을 갖도록 하는 리더십을 말한다.
4.고무적 리더십
리더가 구성원들에게 비전을 제시하거나 그들의 노력과 성과에 칭찬과 격려 등을 함으로써 그들의 사기를 진작 시켜 업무에 매진토록 하는 것을 말한다. 대체로 카리스마적인 리더십에 비해 우선적으로 일어난다.
5.상황적 보상
리더와 구성원 간의 합의에 기초한 것으로, 리더는 구성원들이 상을 받거나 벌을 피하기 위한 행동 기준이나 원칙을 일러주고, 그에 따른 보상이나 벌을 주는 리더십을 말한다.
6.예외적 관리
구성원의 성과가 계획된 수준에 이르지 못할 때 리더가 개입하는 것으로, 처벌이나 훈련 등의 강화 방법을 동원하는 리더십을 의미한다.

## 측정 방법
변혁적 리더십을 측정하는 방법 중 하나는 MLQ(Multifactor Leadership Questionaire)를 측정 도구로 사용한다(Bass & Avolio, 1994, 1997). MLQ는 서로 다른 리더십 특성을 식별하고, 리더십 교육을 위한 기초를 제공하는 측정법이다. Bass(1985)는 거래적 리더와 변혁적 리더의 행동을 확인하기 위해 최초로 MLQ를 제작했다. 또한 군 장교들을 대상으로 73개 문항으로 된 질문지를 제공하여 수집한 자료들을 바탕으로 요인 분석했다. 그 결과 5개의 리더십 요인인 카리스마, 개별 배려, 지적 자극, 연계 보상, 예외 관리를 찾아냈다. 하지만 MLQ 초창기에는 설문 조사의 항목에 대한 좋은 예를 찾기 어려웠으며, 리더십을 구성하는 5개의 하위 요인들을 측정했으나 리더의 행동에 직접적인 초점을 두지 못했다는 지적에 따라 지속적인 수정을 하였다. 그 결과 MLQ5X로 발전했다.
MLQ5X의 현재 버전은 변혁적 리더 행동, 거래적 리더 행동 및 자유방임적 리더 행동을 측정하는 9개요인 별 각 4문항씩 36개의 항목이 포함된다. John Antonakis와 그의 동료들에 의한 후속 검증 작업은 MLQ5X의 유효성과 안정성을 지지하는 강력한 증거가 되었는데, 그는 분석 목적에 따라 전체 집단을 제 1집단과 제 2집단으로 나누어, 제안된 9개의 요인 모형인 MLQ 모델의 유효성을 확인하였다. 2003년 이후, 어느 누구도 Antonakis에 의해 검증된 9개의 요인 모형을 비판하는 증거를 제시할 수 없었다. 변혁적 리더십은 4가지 요소(카리스마, 영감적 동기화, 지적 자극, 개별 배려)로 구분한다.